# Plas Mawr
Plas Mawr (angleško Great Hall - Velik dom) je elizabetinska meščanska hiša v Conwyju v asevernem Walesu iz 16. stoletja. Posestvo je zgradil Robert Wynn, član lokalnega plemstva, po poroki s prvo ženo Dorothy Griffith. Plas Mawr je zasedel zemljišče ob Conwyjevi visoki ulici in je bil zgrajen v treh fazah med letoma 1576 in 1585 s skupnimi stroški okoli 800 funtov. Wynn je bil znan po svoji gostoljubnosti, gospodinjstvo pa so podpirale Wynnove lokalne črede mlekaric. , sadovnjaki in vrtovi. Ob njegovi smrti je dal zapletena navodila za razdelitev svojega premoženja; sodni primer, ki je iz tega izhajal, je trajal več let, da se je rešil, kar je učinkovito preprečilo prenovo hiše in jo ohranilo v prvotnem stanju.
Po letu 1683 je Plas Mawr prešel v roke družine Mostyn in se ni več uporabljal kot družinska hiša. V 18. in 19. stoletju so ga dajali v najem za različne namene, med drugim za uporabo kot šolo, poceni prenočišča in končno kot sedež Kraljeve akademije umetnosti Cambrian. V 20. stoletju je hiša postajala vse bolj znana po ohranjeni elizabetinski arhitekturi, vendar so stroški vzdrževanja močno narasli in njeno stanje se je poslabšalo. Valižanska agencija za dediščino Cadw je leta 1993 prevzela upravljanje nepremičnine in izvedla obsežen, 42-mesečni projekt obnove v skupni vrednosti 3,3 milijona funtov. S številnimi sobami, preurejenimi tako, da so podobne stanju iz leta 1665, in ponovno zasajenimi renesančnimi vrtovi, je zdaj turistična atrakcija.
Arhitekturno je Plas Mawr skoraj nespremenjen od 16. stoletja in zgodovinar Rick Turner meni, da je hiša »najboljša ohranjena meščanska hiša elizabetinske dobe«. Plas Mawr prikazuje mešanico celinske renesanse in lokalnih vplivov severnega Walesa z inovativnim tlorisom in arhitekturnimi detajli. Hiša še vedno ohranja veliko prvotne štukature, ki vključuje simbole, značke in heraldiko, kar je zgodovinar Peter Smith opisal kot »najpopolnejši in najpopolnejši spomenik elizabetinskemu Walesu.« Arhitektura hiše je vplivala na druge sodobnih projektov v severnem Walesu, kasneje pa so jo kopirali v 19. in 20. stoletju v stavbah okoli mesta Conwy, vključno z lokalno policijsko postajo in bližnjim hotelom.

## Zgodovina

### 16.–17. stoletja
Plas Mawr je v mestu Conwy med letoma 1576 in 1585 zgradil Robert Wynn. Robert je izhajal iz uspešne lokalne družine in je vstopil v službo najprej sira Walterja Stonorja in nato sira Philipa Hobyja, oba administratorja in višja uradnika kralja Henrika VIII. Robert se je boril in bil poškodovan pri obleganju Boulogna leta 1544, sodeloval je v vojaških akcijah na Škotskem in veliko potoval po Evropi. Investiral je v zemljišča po severnem Walesu in se leta 1570 poročil s svojo prvo ženo Dorothy Griffith, pripadnico lokalnega plemstva. Ko se je poročil, je Robert potreboval primerno hišo in se je odločil, da se naseli v Conwyju, uspešnem mestu, ki je bilo v 16. stoletju znano po svoji plemeniti družbi.
Leta 1570 je Robert Hughu Mersheju plačal 200 funtov za obstoječo graščinsko hišo v Conwyju, ki je bila postavljena sredi posesti na današnjem Crown Lane. Več zemljišča severno od tega je bilo kupljeno od Richarda Peakea leta 1576 za 40 funtov, nato pa so se začela dela na severnem krilu Plas Mawra, ki so bila dokončana do naslednjega leta. Mershejevo nekdanjo hišo so podrli, da so omogočili pripravo temeljev za preostali del stavbe, vključno s kopanjem novih odtokov. Robert je živel v dokončanem severnem krilu do leta 1580, ko sta bila zgrajena osrednje in južno območje, s čimer je bil dokončan glavni del Plas Mawr.
Robert je nato najel nadaljnja zemljišča okoli severa Plas Mawra. Zemljišče na južnem koncu meščana, ki gleda na High Street, pa je pripadalo Robertu Laythwoodu, ki je imel tam hišo. Wynne ga je kupil leta 1585, verjetno za razmeroma visoko ceno 40 funtov, in ga porušil, da bi omogočil zadnjo fazo razvoja, pri čemer je prostor uporabil za gradnjo vhoda, ki je oblikoval nov vhod v Plas Mawr. Dodatni majhni kosi zemlje so bili kupljeni na severozahodni strani hiše in spremenjeni v okrasni vrt, s čimer so skupni stroški zemljišča znašali približno 300 GBP. Rezultat je bila takrat največja elizabetinska mestna hiša v Walesu.
Te tri faze gradnje hiš – 1576–77, 1580 in 1585 – je verjetno nadzorovalo več različnih višjih obrtnikov, ki so morda delali po izvirnem načrtu, ki ga je določil geodet ali zidar, ki je delal na angleškem kraljevem dvoru. Sodeč po detajlih zasnove strehe je bil morda za vse tri dele zgradbe uporabljen en sam tesar; v teh letih je verjetno delal drugje po regiji, vključno s 15 drugimi hišami in dvema cerkvama. Obe od prvih dveh faz del je verjetno izvedla ista ekipa štukaterjev, morda iz Londona, in so za omet uporabili kar 100.000 kilogramov  apnenega ometa. Les in skrilavce so za hišo pripeljali po dolini Conwy, sivi silurski pesek so pridobivali iz hribov v bližini mesta, finejši peščenjak pa so pripeljali iz bližnjega Deganwyja. Skupna vrednost gradbenih del je bila verjetno okoli £500.
Zabava in gostoljubnost sta bili pomembni za družbeni status gospoda v 16. stoletju in po besedah njegovega nečaka, antikvara Johna Wynna, je Robert Wynn imel »vredno obilno hišo«. Gospodinjstvo se je preživljalo z mlekom iz Wynnove lastne črede molznic in s hrano iz sadovnjakov, vrtov in pasti za ribe, ki jih je imel v lasti po mestu. Hiša je imela lastno pivovarno, peko in mlekarno, dodatne zaloge pa so kupovali od regionalnih trgovcev.
Dorothy je umrla leta 1586 in Robert se je poročil z Dorothy Dymock, s katero je imel sedem otrok v Plas Mawru. Ko je leta 1598 Robert umrl, je zapustil zapleteno oporoko, ki je privedla do pravnih sporov med družino in izvršiteljem, sirom Rogerjem Mostynom. Sodna zadeva je dejansko ustavila kakršen koli nadaljnji razvoj hiše, ki je bila do zdaj najbolj ugledna v Conwyju, vse do njegove rešitve leta 1630.  Lastnina je leta 1637 prešla na Robertovega vnuka, drugega Roberta Wynna, leta 1683 pa na njegovo hčer Elin. Do leta 1665 je bila hiša opremljena s kakovostjo in slogom, ki bi jo postavila le malo za hišami večjih plemiških družin v Caernarfonshiru. Elin se je nato poročila v družino Wynne in je le malo uporabljala hišo, ki je nazadnje s poroko prešla v družino Mostyn.

### 18.–19. stoletja
Glavna rezidenca Mostynov je bila Mostyn Hall v Flintshiru, zato je družina v 18. in 19. stoletju oddajala Plas Mawr različnim najemnikom. V 18. stoletju je bil vhodni del uporabljen kot sodišče, glavna hiša pa kot poceni stanovanje. V 19. stoletju so dele hiše preuredili v šolo in prostore za druga manjša podjetja ter še vedno služijo domačim stanovanjem: leta 1881 je imela hiša 25 stanovalcev. Pri tem so bile na Plas Mawr narejene manjše spremembe, na primer namestitev predelnih sten za razdelitev večjih prostorov, vendar je ostal v veliki meri nedotaknjen. Mostynovi so hišo ponudili v prodajo leta 1870 kot del paketa zemljišč, vključno z dvorano Bodysgallen, vendar ponudb ni bilo.
Do leta 1880 je Kraljeva kambrijska akademija za umetnost postala zaskrbljena zaradi stanja Plas Mawra in leta 1887 se je lord Mostyn strinjal, da bo Akademiji dal stavbo v najem kot svoj sedež. Arhitektoma Arthurju in Herbertu Baker je bilo naročeno, da preiščeta stavbo, izvedeta popravila in odstranita nekatere spremembe po 17. stoletju, J. R. Furness pa je nato izvedel konzervatorska dela na večini ometov. Galerija Victoria je bila zgrajena na severozahodni strani hiše za prirejanje umetniških razstav, na vrh stavbe pa so dodali vremensko loputo za praznovanje diamantnega jubileja kraljice Viktorije.

### 20.–21. stoletja
Do začetka 20. stoletja je bil zgodovinski pomen Plas Mawra čedalje bolj razumljen, vendar so stroški vzdrževanja hiše znatno narasli. Do sredine stoletja je drobnejši peščenjak zarjavel in leseni tramovi so propadali; raziskava iz leta 1956 jih je opisala kot »zelo razpadle«. Mavčni stropi so se upogibali in se oddaljevali od lesa. Umetniška akademija je za začasna in delna popravila poiskala vladno in zasebno pomoč, vendar ta niso bila zadostna in leta 1993 se je preselila v novo nastanitev, lastnina pa je prešla pod nadzor države pod upravljanjem valižanske agencije za dediščino Cadw.
Cadw je v naslednjih 42 mesecih izvedel velik projekt obnove hiše, ki je združeval ohranjanje velikega obsega s podrobnim raziskovanjem in arheološko analizo. Viktorijina kuhinja iz 19. stoletja je bila porušena leta 1995, gol zunanji kamen pa je bil ponovno ometana in opran z apnom. Večji deli posesti so bili obnovljeni, kot bi se morda pojavili leta 1665, s pomočjo zapisa oporoke Roberta Wynna mlajšega, z izjemo podstrešja, ki je bilo obnovljeno v verjeten videz iz 19. stoletja. Namen tega je bil poudariti barvo in udobje prvotne stavbe, preprečiti, da bi bila videti nepristno mračna in stroga. Velika dvorana je na voljo za poročne obrede. Druge dele hiše so preuredili za razstave in druge prostore za obiskovalce.
Restavriranje je vključevalo namestitev originalne in replike notranjega pohištva, z uporabo stenskih zaves, tkanih iz Kidderminster materiala in Dornixa. V odločitvi, ki jo je zgodovinski svetovalec Charles Kightly pohvalil kot »pogumno in uspešno« odločitev, je bil velik del mavca prebarvan z uporabo reverzibilnih tehnik, da bi bil podoben stanju iz 17. stoletja. Skupaj je projekt stal 3,3 milijona funtov in prejel nagrado za ohranjanje stavb Kraljeve inštitucije pooblaščenih geodetov. Leta 2006 so sledila nadaljnja dela za obnovo vrtov, ki so ponovno poskušali posnemati slog, ki je prevladoval leta 1665.
V 21. stoletju hišo kot turistično atrakcijo upravlja Cadw. Zgodovinar Rick Turner meni, da je Plas Mawr »najboljša ohranjena mestna hiša elizabetinske dobe« in je zaščitena z zakonodajo Združenega kraljestva kot stavba na seznamu I. stopnje in kot načrtovani spomenik.

## Arhitektura

### Vplivi
Arhitekturno je Plas Mawr skoraj nespremenjen od 16. stoletja, zaradi česar je zelo redek ohranjen objekt iz tega obdobja. Arhitekturni slog je produkt širših renesančnih vplivov, ki so takrat prevladovali po Evropi. Robert Wynn je nekaj časa preživel v Nemčiji, slog Plasa Mawra pa uporablja teme severnonemške gotike, zlasti pri uporabi simetrije, oken s pedimentom na sprednji strani hiše, fasetiranih zaključkov in nazobčanih zatrepov. Te značilnosti so bile že priljubljene v Angliji, ko je bila hiša zgrajena, in res je Plas Mawr po zasnovi zelo podoben Eastbury Manor House, ki sta morda temeljila na istem arhitekturnem načrtu. Nekatere od teh značilnosti so se že začele širiti v Wales – nazobčani zatrepi so se na primer že uporabljali v Flintshiru do leta 1580 – druge pa so bile v Walesu prelomne, kot je uporaba ovolo oblikovanih in mansardnih oken. Kljub temu je bil Robert Wynn šele novopečeni član plemstva in njegova hiša ni bila tako velika ali tako prefinjena kot sodobna veličastnejša renesančna posestva, zgrajena v večjih podeželskih okoljih.
Nekatera arhitektura hiše odseva tudi vplive sodobnih stavb po severnem Walesu, zlasti gradu Gwydir, ki ga je zgradil John, oče Roberta Wynna. Plas Mawr na primer nima modne dolge galerije, ki je bila takrat priljubljena v Angliji in se je že začela pojavljati v valižanskih hišah. Namesto tega ima zadnji stolp ali belvedere, ki je vidno dvignjen nad višino preostale hiše in gleda na mesto: to je bila nekoliko zastarela lastnost, vendar se je pogosto uporabljala v drugih posestvih družine Wynn, vključno z dvorano Bodysgallen. Zasnova Plas Mawrja je takrat vplivala na druge stavbe v severnem Walesu, vključno s prenovo gradu Gwydir, dvorane Maenan v dolini Conwy, Plas Mawrja v Caernarfonu in Hen Blasa v Beaumarisu. Kasneje je oblikoval tudi arhitekturo stavb iz 19. in 20. stoletja v samem Conwyju, med katerimi sta ohranjena mestna policijska postaja in hotel Castlebank.

### Postavitev
Sodobni obiskovalci običajno vstopijo v hišo z glavne ulice proti jugu, gredo skozi vratarnico, čez spodnje dvorišče v dvorano glavne stavbe. Vratarnica Plasa Mawra je bila šele tretja taka vhodna stavba, ki je bila zgrajena v severnem Walesu, kljub temu, da so te pomemben del angleške elizabetinske arhitekture, zasnovane tako, da pokažejo hišo in obiskovalcem zagotovijo primerno dostojen vstop. Le malo hiš v mestih je imelo fizični prostor za vratarnico, kot je Plas Mawrova. Prvotno bi ta vsebovala nabor sob za oskrbnika hiše, Richarda Wynna.
Glavna hiša ima obliko H, s severnim in južnim krilom, ki sta združena na sredini, vse pa gleda na zgornje dvorišče. Zgornje dvorišče je bilo ključno za delovanje glavne hiše: povezovalo je skoraj vse pritlične prostore v hiši, omogočalo je tudi dostop do kleti in dalo impresiven pogled na stolpiče. V južnem krilu je bila dvorana in maslarna z rdečimi in belimi sobanami nad njima. Verjetno, ko je bil Plas Mawr prvič zgrajen, zagotovo pa do leta 1665, bi se dvorana uporabljala za srečanje navadnih obiskovalcev in za obroke služabnikov, namesto da bi tvorila glavno sobo v hiši; razstavljene lesene klopi in miza so izvirne na posestvu. Tradicionalno so bili servisni prostori v hišah postavljeni na skrajnem koncu glavne dvorane, vendar je Plas Mawr odstopil od tega načrta. Servisni prostor, vključno s kuhinjo in shrambo, je namesto tega postavljen v središče stavbe, med salon in vežo; ta radikalna prenova je bila kopirana v bližnjem Hafod Lwyfogu. Restavrirana kuhinja je opremljena z batterie de cuisine, s kombinacijo originalne in replike opreme.
Nad temi prostori je bila velika dvorana, glavna soba, ki je tvorila obredno središče hiše.] V severnem krilu sta bili pivovarna in salon z dvema prostoroma nad njima, slednjo je verjetno uporabljala Dorothy Wynn kot svojo spalnico. Vsaka zasebna spalnica za družino in goste je bila opremljena s kaminom, pomembnim statusnim simbolom tistega obdobja. Podstrešje hiše je vsebovalo veliko prostora za namestitev hišne opreme. Podstrešje nad veliko dvorano ima veličastno leseno ostrešje z ločnimi nosilci, ki so povezani z nenavadnim sistemom lesenih moznikov, imenovanim "dvojno zapenjanje", ki se uporablja samo v dolini Conwy v poznem 16. stoletju. Zdi se, da naj bi bil strop velike komore prvotno odprt in gledal navzgor proti lesu z vidnimi nosilci, vendar je napaka pri konstrukciji sten pomenila, da se ena stran komore ni več gladko prilegala lesu, kar je ustvarilo grd videz; nato je bil dodan mavčni strop, da bi skril napako.
Vrtovi za hišo so morda prvotno spominjali na vrtove v dvorani Bodysgallen, ki so bili urejeni v renesančnem slogu, priljubljenem po vsej Evropi. Zaradi naklona zemljišča zgornjo in spodnjo teraso tvorijo vrtovi Plasa Mawra, ki so bili ponovno zasajeni in obnovljeni, da bi jih prikazali, kot bi se morda pojavili leta 1665. Poletna hiša temelji na različici, prikazani na sodobni sliki Llanerchovih vrtov, cvetlični lonci pa so oblikovani po vzoru tistih, ki so jih našli pri izkopavanjih v Tredegar House.

### Štukatirni izdelki
Sedem sob ima še vedno elemente prvotnega štuka, ki ga je zgodovinar Peter Smith opisal kot »najpopolnejši spomenik elizabetinskemu Walesu« in njihove izvirne lesene izrezljane plošče, ki obrobljajo stene. Štuk vključuje obsežno heraldiko, značke in simbole: samo v zgornjem severnem območju je 22 različnih heraldičnih emblemov vlitih v strope in stene. Vratarnica prikazuje kraljevi grb, prav tako velika dvorana in salon, verjetno zato, ker sta bila namenjena gostovanju starejših gostov. Po vsej hiši so značke številnih monarhov, vključno s tistimi Riharda II., Riharda III., Henrika IV. in Henrika VII. V hiši so tudi znaki drugih uglednih plemičev, kot je Robert Dudley.
Omet v salonu prikazuje grbe Roberta Wynna samega, spalnica Roberta Wynna nad pivovarno pa prikazuje združene grbe družin Wynn in Griffith, ki imajo na splošno enak pomen po vsej hiši. Grb Roberta Wynna je najbolj izstopajoč v dvorani in spalnicah, kjer je kraljevi grb manjši in manj izstopajoč. V 16. stoletju bi Wynnova heraldika verjetno odmevala v opremi hiše, vključno s tkaninami, skodelicami in srebrnino. Štuk vključuje tudi številne klasične teme, vendar te niso tako dobro izvedene kot značke in drugi emblemi: zgodovinar Rick Turner jih opisuje kot »precej simbolične dodatke«, Smith pa meni, da je ta del dekoracije »naiven«.
- Štukaturni
- Del stropa velike dvorane, ki prikazuje Griffithov grb
- Medved in raztrgana palica, simbol grofa Leicestrskega
- Kamin v dvorani, ki prikazuje razčetverjene roke družine Wynn, obdane z značkami in kariatidami
- Kamin v spalnici Roberta Wynna, ki prikazuje razčetrteni roki Wynna in Griffitha v mavcu
- Velik kamin v dvorani, ki prikazuje orožje Reda podvezice v mavcu, podprto s kariatidami